# Berry
Berry je pokrajina in nekdanja provinca v osrednji Franciji s sedežem v Bourgesu, ki se je v času revolucije 4. marca 1790 razdelila na novoustanovljene departmaje.
Ozemlje Berry je danes sestavljeno iz departmajev Cher, Indre in dela departmaja Vienne. Poznano je kot rojstno mesto več francoskih kraljev, kot tudi številnih znanih pisateljev (Honoré de Balzac). V srednjem veku je bilo središče istoimenskega vojvodstva. Berry je prav tako poznan po srednjeveškem rokopisu Les Très riches heures du Duc de Berry, napisanem v 14. in 15. stoletju.